# Ivan Božič (general)
Ivan Božič, slovenski generalmajor JLA in vojaški geograf, * 9. januar 1894, Jurovo, Hrvaška, † 16. junij 1962, Beograd.

## Življenjepis
Božič je s činom polkovnika po kapitulaciji Kraljevine Jugoslavije najprej prišel v italijansko, kasneje pa v nemško ujetništvo. Po koncu druge svetovne vojne je postal častnik JLA, kjer je napredoval v čin generalmajorja.
Božič je bil predavatelj vojaške geografije na vojaški akademiji v Beogradu. Napisal je dve strokovni knjigi.